# New York Shipbuilding Corporation
New York Shipbuilding Corporation byla americká loděnice fungující v letech 1899–1968 v Camdenu ve státě New Jersey. Pracovala pro civilní i vojenský sektor. Celkem za dobu své existence postavila 670 civilních i vojenských plavidel, z toho deset bitevních lodí, 13 letadlových lodí, 26 křižníků, 51 torpédoborců, tři jaderné ponorky a 387 civilních plavidel. Z hlediska počtu postavených lodí to byla druhá největší americká soukromá loděnice.

## Historie

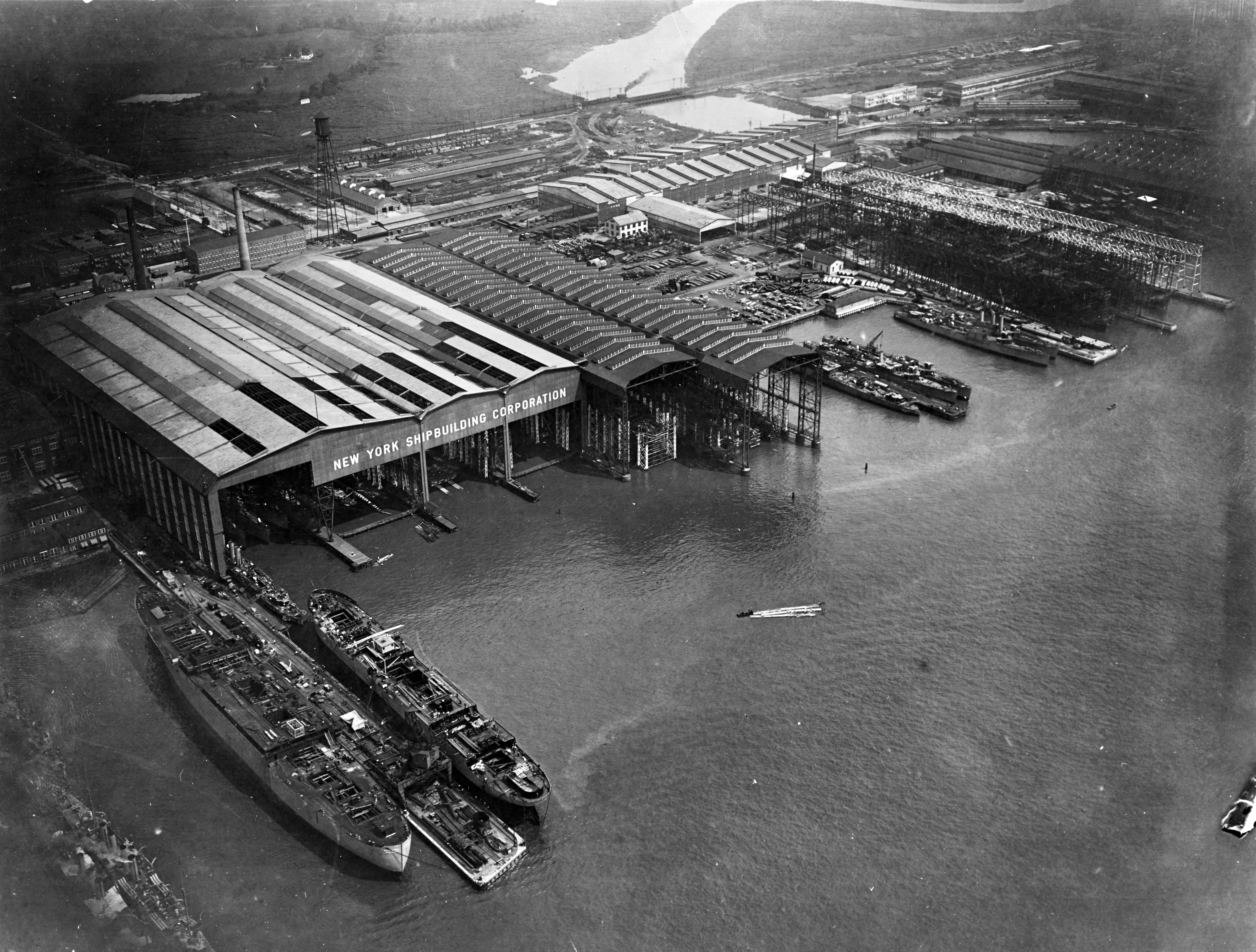
Loděnice v roce 1919

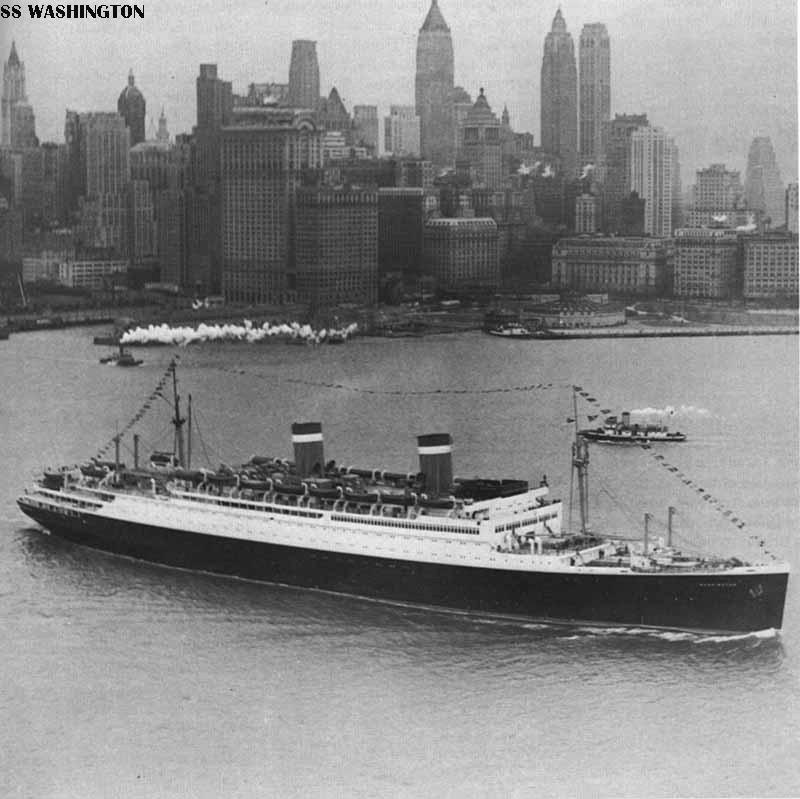
Pasažérská loď SS Washington

Americký inženýr Henry G. Morse (1850–1903) strávil 25 let projektováním železných mostů a tunelů pro různé společnosti a další dva roky jako prezident loděnice Harlan & Hollingsworth ve Wilmingtonu ve státě Delaware. Jeho snem bylo založení vlastní loděnice, která by ve své činnosti uplatnila moderní průmyslové postupy. Roku 1898 proto Morse s finanční podporou Andrewa Mellona a Henryho Fricka založil loděnici New York Shipbuilding Corporation, kterou chtěl vybudovat na newyorském ostrově Staten Island. Nakonec však nezískal zamýšlené pozemky, a proto nakonec koupil 160akrovou farmu u řeky Delaware v Camdenu ve státě New Jersey. Mimo jiné díky dobrému železničnímu spojení, dostupným pozemkům a dostatku pracovních sil. Na druhém břehu již bylo město Filadelfie. Název New York Shipbuilding Corporation však loděnici zůstal. Dne 3. července 1899 začala výstavba loděnice. Svou první zakázku získala 15. června 1900 a kýl prvního plavidla byl založen 29. listopadu 1900.
Loděnice se brzy stala významným stavitelem plavidel pro civilní i vojenský sektor. Henry G. Morse byl prvním ředitelem společnosti. Než v roce 1903 zemřel, loděnice dokončila devět plavidel a získala dalších dvacet zakázek, včetně pancéřového křižníku USS Washington (ACR-11), první válečné lodě postavené v New York Shipbuilding Corporation. Dokončen byl roku 1906. V letech 1907–1908 následovaly dvě bitevní lodě třídy Connecticut. Dobrou reputaci společnost získala i jako dodavatel torpédoborců. Roku 1916 loděnici koupila společnost American International Corporation a W. R. Grace, kteří ji výrazně rozšířili pro plnění zakázek souvisejících se zapojením země do první světové války. New York Shipbuilding Corporation se do roku 1917 stala největší světovou loděnicí, přičemž měla 17 000 zaměstnanců. V rámci výstavby ubytování pro pracovníky loděnice vzniklo i oceňované sídlo Yorkship Village (dnes Fairview). Mezi jeho architekty patřil Electus D. Litchfield.
Poválečná léta provázel úbytek objednávek. V letech 1919–1923 ještě dokončila bitevní lodě USS Idaho (BB-42) a USS Colorado (BB-45), ale stavba její sesterské lodě USS Washington (BB-47) byla zrušena. Naopak bitevní křižník třídy Lexington se stal proslulou letadlovou lodí USS Saratoga (CV-3). Za pozornost stojí rovněž objednávky na civilní pasažérské lodě (SS Munargo, SS President Roosevelt, SS Old North State aj.). Roku 1925 byla loděnice prodána společnosti Brown Boveri. Pokračovala ve stavbě vojenských i nákladních plavidel. Mimo jiné v letech 1929–1934 dokončila čtyři těžké křižníky tříd Pensacola, Northampton, Třída Portland a Třída New Orleans, následované roku 1938 třemi lehkými křižníky třídy Brooklyn. Doplnilo je několik torpédoborců, dva nosiče hydroplánů a další plavidla.
Rovněž pro civilní zákazníky loděnice postavila řadu plavidel, například v letech 1930–1932 byla spuštěna pasažérská loď SS Santa Clara pro společnost Grace Steamship Company, pasažérské a transportní lodě SS Excalibur, SS Exochorda, SS Exeter a SS Excambion (známé jako „Four Aces“) pro společnost American Export Lines a velké pasažérské lodě SS Washington a SS Manhattan pro společnost United States Lines.
V období druhé světové války americké námořnictvo investovalo 25 milionů dolarů do rozšíření loděnice a její přípravy na válečnou výrobu. Za války tak společnost zaměstnávala více než 30 000 osob. Americkému námořnictvu za několik let dodala 218 válečných lodí, z toho 26 plavidel hlavních kategorií. Jednalo se o bitevní loď USS Washington (BB-47), dva bitevní křižníky třídy Alaska, devět lehkých letadlových lodí třídy Independence, dvě lehké letadlové lodě třídy Saipan, osm lehkých křižníků třídy Cleveland, dva lehké křižníky třídy Fargo a dva lehké křižníky třídy Worcester. Z menších jednotek lze zmínit 148 postavených vyloďovacích plavidel.

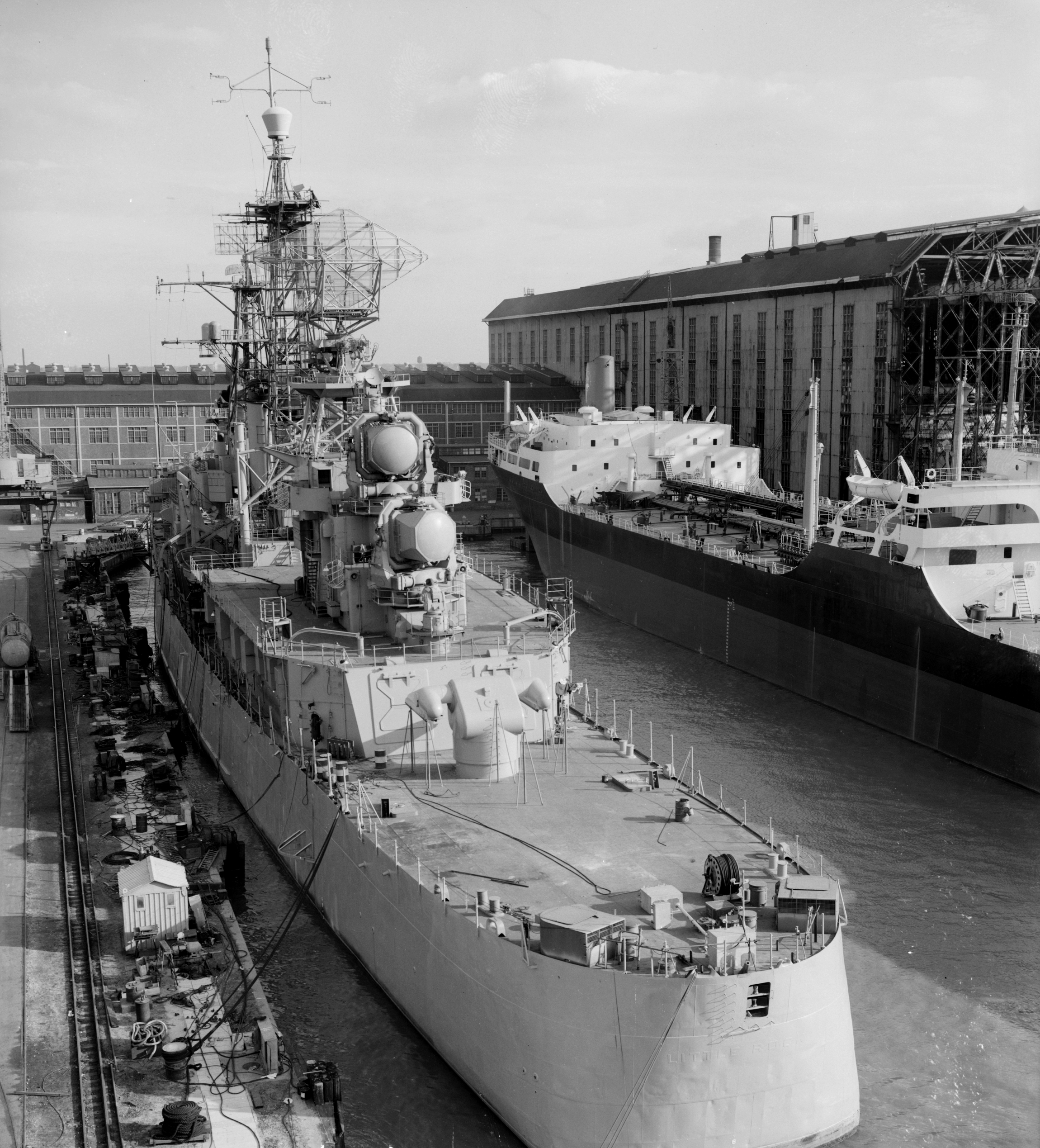
Modernizace lehkého křižníku USS Little Rock na raketový křižník třídy Galveston

Konec druhé světové války znamenal redukci počtu objednaných válečných lodí, například většiny lehkých křižníků třídy Fargo a všech čtyř těžkých křižníků třídy Des Moines. Roku 1953 loděnici koupila společnost Merritt Chapman Scott Corporation. Příprava na stavbu velkých letadlových lodí zahrnovala 335 metrů dlouhý suchý dok, ve kterém byla postavena letadlová loď USS Kitty Hawk (CV-63). S plným výtlakem 83 090 t to byla největší válečná loď postavená loděnicí New York Shipbuilding Corporation. Z dalších plavidel loděnice v 50. letech dokončila první poválečný americký torpédoborec USS Norfolk (DL-1), čtyři eskortní torpédoborce třídy Dealey, pět tankerů třídy Neosho, nebo přestavěla tři druhoválečné těžké a lehké křižníky na raketové křižníky tříd Boston a Galveston.
V 60. letech loděnice postavila šest raketových torpédoborců třídy Charles F. Adams, či čtyři jaderné útočné ponorky tříd Thresher a Sturgeon. Plavidel s jaderným pohonem postavila celkem šest. Roku 1962 dokončila první civilní pasažérskou a nákladní loď s jaderným pohonem NS Savannah. V polovině dekády se však potýkala s nedostatkem zakázek a úbytkem pracovních sil. Mezi poslední dokončená plavidla patřily právě jaderné ponorky a raketový křižník s jaderným pohonem USS Truxtun (CGN-35). Jaderná útočná ponorka USS Pogy (SSN-647) musela být po zrušení kontraktu 5. června 1967 odtažena k dokončení do loděnice Philadelphia Naval Shipyard. Poslední loděnicí postavenou válečnou lodí byla bojová zásobovací loď třídy Sacramento USS Camden (AOE-2). V říjnu 1967 loděnice ukončila činnost.
Roku 1971 se vlastníkem areálu stala státní agentura South Jersey Port Corporation, která jej přeměnila v přístav Broadway Street Terminal. V místech loděnice rovněž kotví muzejní bitevní loď USS New Jersey (BB-62).

## Plavidla (výběr)

### Letadlové lodě

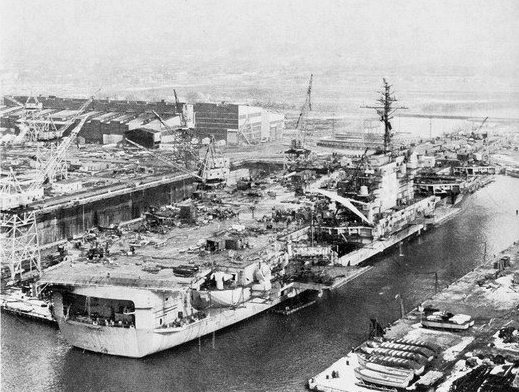
Dokončování letadlové lodě USS Kitty Hawk (CVA-63)

- Třída Kitty Hawk (1 ks)
- Třída Saipan (2 ks)
- Třída Independence (9 ks)
- Třída Lexington (1 ks)

### Bitevní lodě
- Třída South Dakota (1 ks)

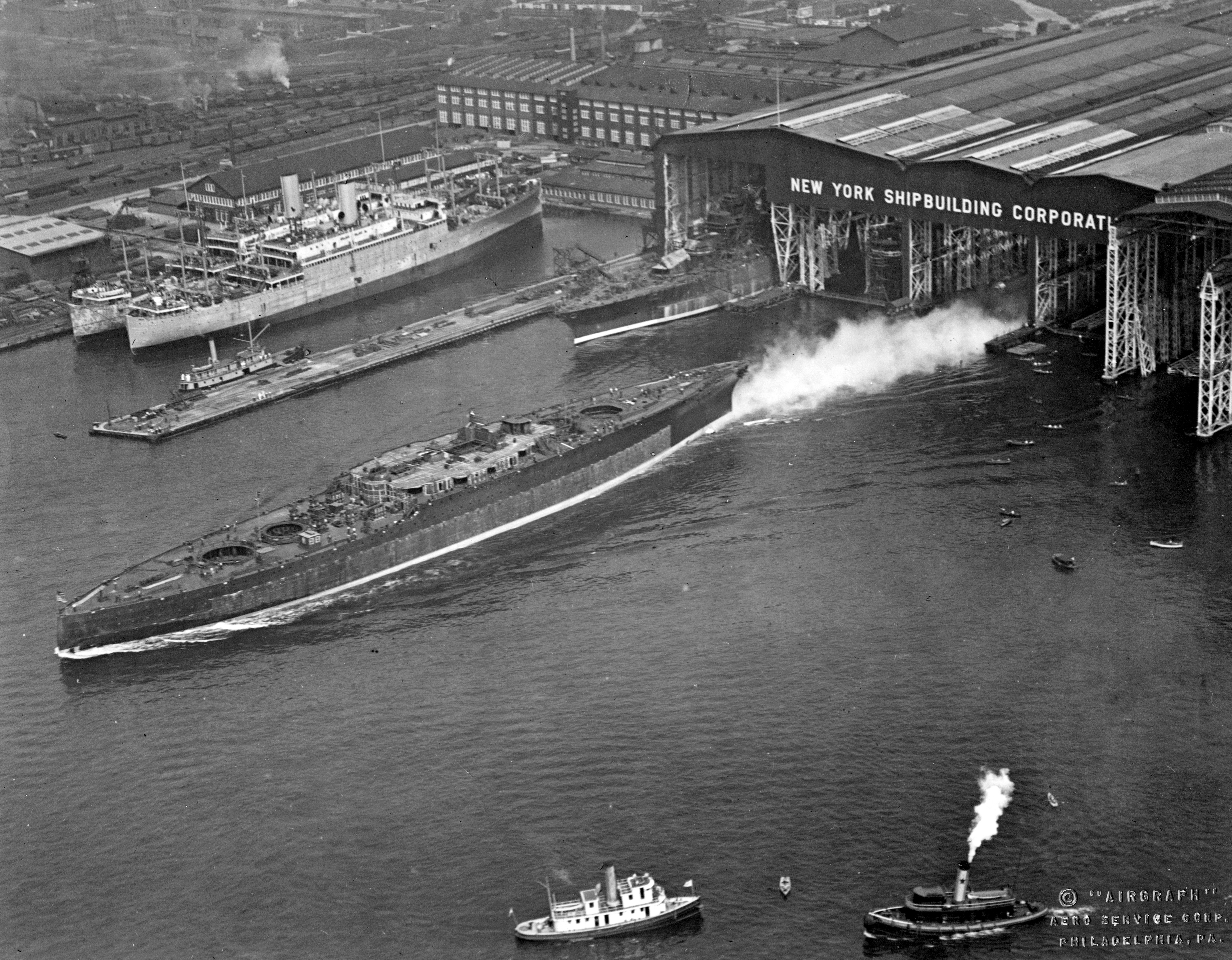
Spuštění bitevní lodě třídy Colorado USS Washington (BB-47)

- Třída Colorado (1 ks, stavba 1 ks zrušena)
- Třída New Mexico (1 ks)
- Třída Nevada (1 ks)
- Třída Rivadavia (1 ks)
- Třída Wyoming (1 ks)
- Třída Florida (1 ks)
- Třída South Carolina (1 ks)
- Třída Connecticut (2 ks)

### Křižníky
- USS Truxtun (CGN-35)
- Třída Leahy (2 ks)

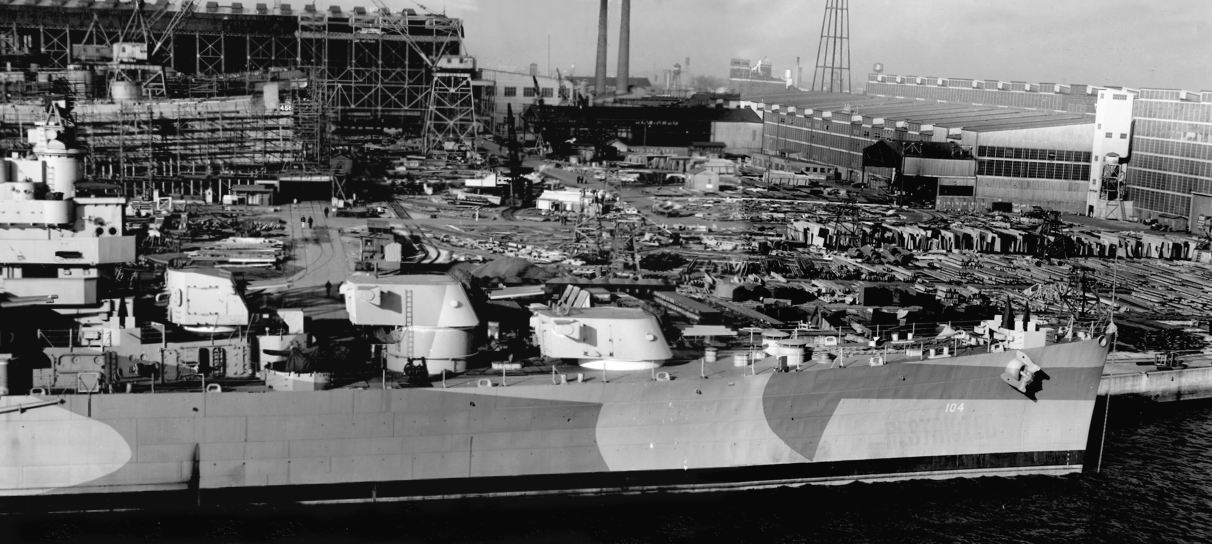
Dokončovaný lehký křižník třídy Cleveland USS Atlanta (CL-104)

- Třída Galveston (1 ks) – přestavba lehkého na raketový křižník
- Třída Boston (2 ks) – přestavba těžkých na raketové křižníky
- Třída Des Moines (stavba 4 ks zrušena)
- Třída Worcester (2 ks, stavba dalších 2 ks zrušena)
- Třída Fargo (2 ks, stavba dalších 7 ks zrušena)
- Třída Alaska (2 ks, stavba dalších 4 ks zrušena) – bitevní křižník
- Třída Cleveland (8 ks, dalších 9 dokončeno jako letadlové lodě) – lehký křižník
- Třída Brooklyn (3 ks) – lehký křižník
- Třída New Orleans (1 ks) – těžký křižník
- Třída Portland (1 ks) – těžký křižník
- Třída Northampton (1 ks) – těžký křižník
- Třída Pensacola (1 ks) – těžký křižník
- Třída Lexington (1 ks) – stavba zrušena, dokončen jako letadlová loď
- Elli – chráněný křižník, Čína / Řecko
- Třída Tennessee – pancéřový křižník

### Torpédoborce

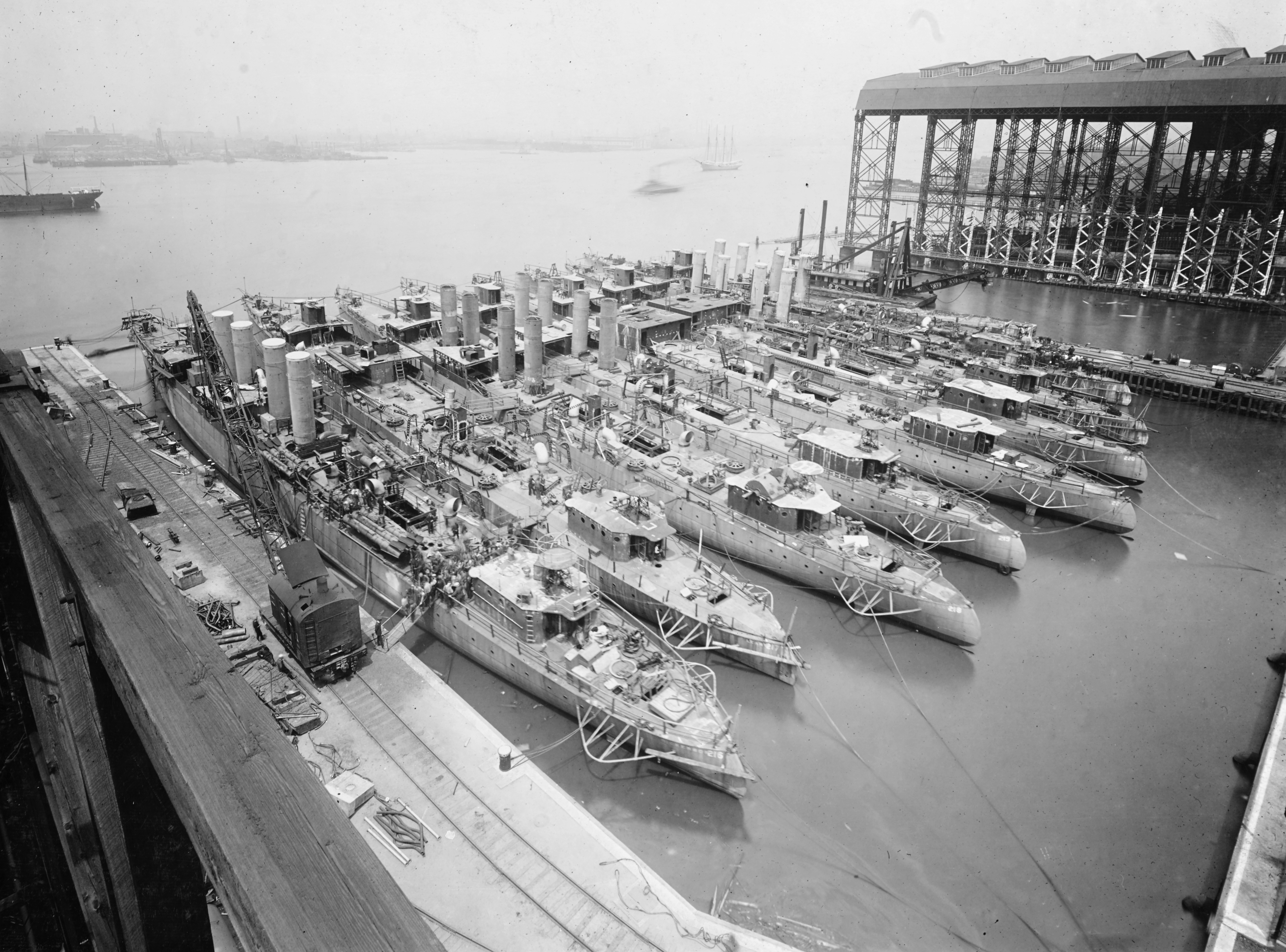
Rozestavěné torpédoborce tříd Wickes a Clemson

- Třída Charles F. Adams (6 ks)
- USS Norfolk (DL-1)
- Třída Porter (4 ks)
- Třída Clemson (20 ks)
- Třída Wickes (10 ks)
- Třída Tucker (2 ks)
- Třída O'Brien (1 ks)
- Třída Cassin (1 ks)
- Třída Paulding (4 ks)
- Třída Smith (1 ks)

### Fregaty
- Třída Dealey (4 ks) – eskortní torpédoborce

### Ponorky
- Třída Sturgeon (1 ks) – jaderná útočná
- Třída Thresher (3 ks) – jaderná útočná
- Třída Barbel (1 ks)

### Ostatní

První obchodní loď s jaderným pohonem NS Savannah

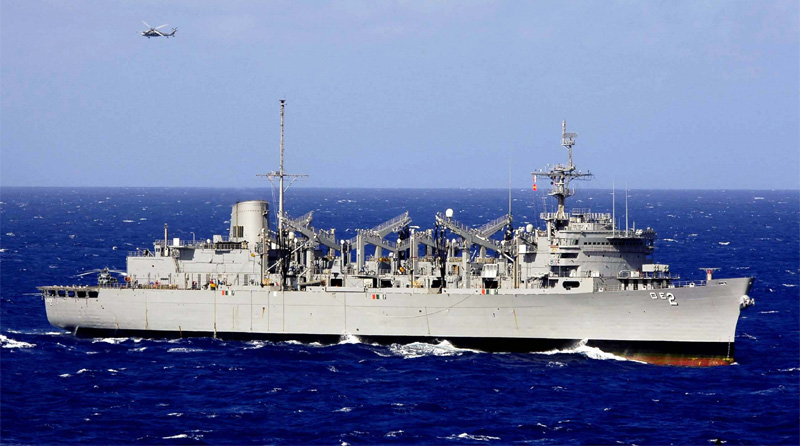
Posledním loděnicí postaveným plavidlem byla bojová zásobovací loď třídy Sacramento USS Camden (AOE-2)

- Třída Sacramento (1 ks) – bojová zásobovací loď
- Třída Neosho (5 ks) – tankery
- Třída Paul Revere (2 ks) – transportní loď
- Landing Craft Infantry, LCI(L) (48 ks) – vyloďovací plavidlo
- Landing Craft Tank Mark 5, LCT (Mk.5) (100 ks) – vyloďovací plavidlo
- Třída Vulcan (1 ks) – opravárenská loď
- Třída Curtiss (2 ks) – nosič hydroplánů
- Třída Dixie (2 ks) – mateřská loď torpédoborců
- Třída Active (33 ks) – kutr pobřežní stráže
- Kamoi – tanker, Japonsko, později nosič hydroplánů
- Emergency Fleet Corporation Design 1029 (5 ks) – osobní a nákladní lodě
- USS Melville (AD-2) – mateřská loď torpédoborců
- Třída Sonoma (2 ks) – remorkér

### Civilní lodě
- NS Savannah – obchodní loď s jaderným pohonem